# Caio Pôncio Herénio
Caio Pôncio Herénio (português europeu) ou Caio Pôncio Herênio (português brasileiro) (em latim: Gaius Pontius Herennius, às vezes escrito como Gavius Pontius ou simplesmente Pontius) foi um comandante samnita do clã Varriani (Varriano) durante a Segunda Guerra Samnita contra a República Romana. Foi conhecido sobretudo por derrotar as legiões romanas na batalha das Forcas Caudinas em 321 a.C. e humilhá-las ao fazê-las passar por debaixo da canga (jugo).

## História
Filho de Herênio Pôncio, Caio Pôncio era um dos meddix tuticus, um cargo samnita similar ao de magistrado ou cônsul romano, embora com menor poder efetivo, pois a sociedade samnita não era tão nuclearizada como a romana, pelo qual o poder central era bastante débil. Durante a Segunda Guerra Samnita dispôs de um exército de 8 000 infantes e 900 ginetes, que empregava o manípulo como unidade básica, e que foi posteriormente adotado pelos romanos. Com este exército, Pôncio obteve uma série de vitórias iniciais, como a tomada das cidades de Canúsio e de Gnaita, e a vitória sobre um exército romano que penetrara no Sâmnio, composto por 11 000 infantes e 1 200 cavaleiros e sob as ordens do ditador Lúcio Cornélio Léntulo. Porém, os samnitas não souberam aproveitar estas vitórias, e os romanos continuaram pressionando os seus inimigos dentro do próprio território samnita.
Em 321 a.C., os romanos encontravam-se percorrendo o Sâmnio, e Pôncio, que permanecia acampado em Cáudio, descobriu que o exército romano ficava perto da cidade de Caiácia. Ideou então um plano para enganar os romanos, e enviou dez soldados disfarçados de pastores ao acampamento romano, para que propagassem o engano de que o exército samnita estava assediando a cidade de Lucéria, na Apúlia. Os romanos caíram na armadilha, e quando se dirigiam a socorrer Lucéria, o seu exército foi cercado e obrigado a render-se na batalha das Forcas Caudinas; contudo, Pôncio não conseguiu conquistar a seguir Lucéria, defendida por Lúcio Papírio Cursor. Anos mais tarde, conseguiria uma nova vitória sobre os romanos na batalha de Láutulas, travada em 315 a.C., embora pouco útil após a posterior derrota samnita em Tarracina.
Caio Pôncio seria finalmente capturado por Fábio Máximo Ruliano e executado em 292 a.C., embora uma data tão posterior ao episódio das Forcas Caudinas induzisse a pensar que provavelmente se tratasse do seu filho.